# Молекулярна генетика
Молекулярната генетика е област в биологията, която изучава структурата и функцията на гените на молекулярно ниво. Изучава как гените се пренасят от поколение на поколение. Молекулярната генетика използва методите на генетиката и молекулярната биология. Това я различава от другите подобни области като екологичната генетика и популационната генетика. Важна област в тази наука е употребата на молекулярната информация за определяне на произхода на някои видове и за коригиране на класификацията на организмите: това се нарича молекулярна систематика.